# Попугаевые
Попугаевые (лат. Psittacidae) — семейство птиц отряда попугаеобразных.
В России попугаи впервые появились, вероятно, в 1490 году: посол германо-римского императора Максимилиана Юрий Делатор преподнёс подарки великой княгине Софье Фоминичне «птицу попагал и сукно серо». Слово попугай впервые в письменных источниках упоминается в Описи имущества Бориса Годунова в 1589 году.

## Классификация
До 2012 года в семейство попугаевых включали все виды отряда попугаеобразных. Тогда в него входили около 80 родов и более 340 видов.
С 2012 года классификация отряда изменилась и в семейство включают всего 2 подсемейства. Международный союз орнитологов относит к семейству 37 родов и 179 видов:

### Подсемействонастоящих попугаев, Psittacinae
Живут в Африке; с коротким прямо обрезанным или округлённым хвостом. Живут на деревьях.
- Триба короткохвостых попугаев, Psittacini
  - Род жако, Psittacus — 2 вида
  - Род длиннокрылых попугаев, Poicephalus — 10 видов

### ПодсемействоArinae
Обитатели Нового Света (Америки).
- Триба неотропических попугаев (Arini)
  - Род Гиацинтовые ара, Anodorhynchus — 3 вида
  - Род Ара, Ara — 9 видов
  - Род Аратинги, Aratinga — 6 видов
  - † Род Каролинские попугаи, Conuropsis — 1 вид
  - Род Патагонские попугаи, Cyanoliseus — 1 вид
  - Род Голубые ара, Cyanopsitta — 1 вид
  - Род Карликовые ара, Diopsittaca — 1 вид
  - Род Изумрудные попугаи, Enicognathus — 2 вида
  - Род Eupsittula — 5 видов
  - Род Гваробы, Guarouba — 1 вид
  - Род Андские высокогорные попугаи, Leptosittaca — 1 вид
  - Род Желтоухие попугаи, Ognorhynchus — 1 вид
  - Род Краснобрюхие ара, Orthopsittaca — 1 вид
  - Род Primolius — 3 вида
  - Род Psittacara — 13 видов
  - Род Краснохвостые попугаи, Pyrrhura — 24 вида
  - Род Rhynchopsitta — 2 вида
  - Род Thectocercus — 1 вид
- Триба Androglossini
  - Род Alipiopsitta — 1 вид
  - Род Амазоны, Amazona — 31 вид
  - Род Короткохвостые попугаи, Graydidascalus — 1 вид
  - Род Украшенные попугаи, Pionopsitta — 1 вид
  - Род Пионусы, Pionus — 8 видов
  - Род Pyrilia — 7 видов
  - Род Синебрюхие попугаи, Triclaria — 1 вид
- Роды incertae sedis
  - Род Андские попугаи или толстоклювые попугаи, Bolborhynchus — 3 вида
  - Род Тонкоклювые попугаи, Brotogeris — 8 видов
  - Род Веерные попугаи, Deroptyus — 1 вид
  - Род Воробьиные попугайчики, Forpus — 9 видов
  - Род Карликовые амазоны, Hapalopsittaca — 4 вида
  - Род Попугаи-монахи, Myiopsitta — 2 вида
  - Род Зелёные воробьиные попугайчики, Nannopsittaca — 2 вида
  - Род Белобрюхие попугаи, Pionites — 2 вида
  - Род Горные попугаи, Psilopsiagon — 2 вида
  - Род Пестрохвостые попугаи, Touit — 8 видов

См. также Таксономический список попугаевых.

## Переносные смыслы
- Попугай в русском языке используется для обозначения человека, бездумно повторяющего слова (по способности попугаев воспроизводить звук).
- «Попугаем» называют неизвестную единицу измерения (по рассказу Григория Остера «38 попугаев» и снятому по нему мультфильму, в котором длину удава измеряли в «попугаях»).
- Попугаем называют нечто, имеющее яркое, вызывающее сочетание цветов или окраску.